# Urna cerámica

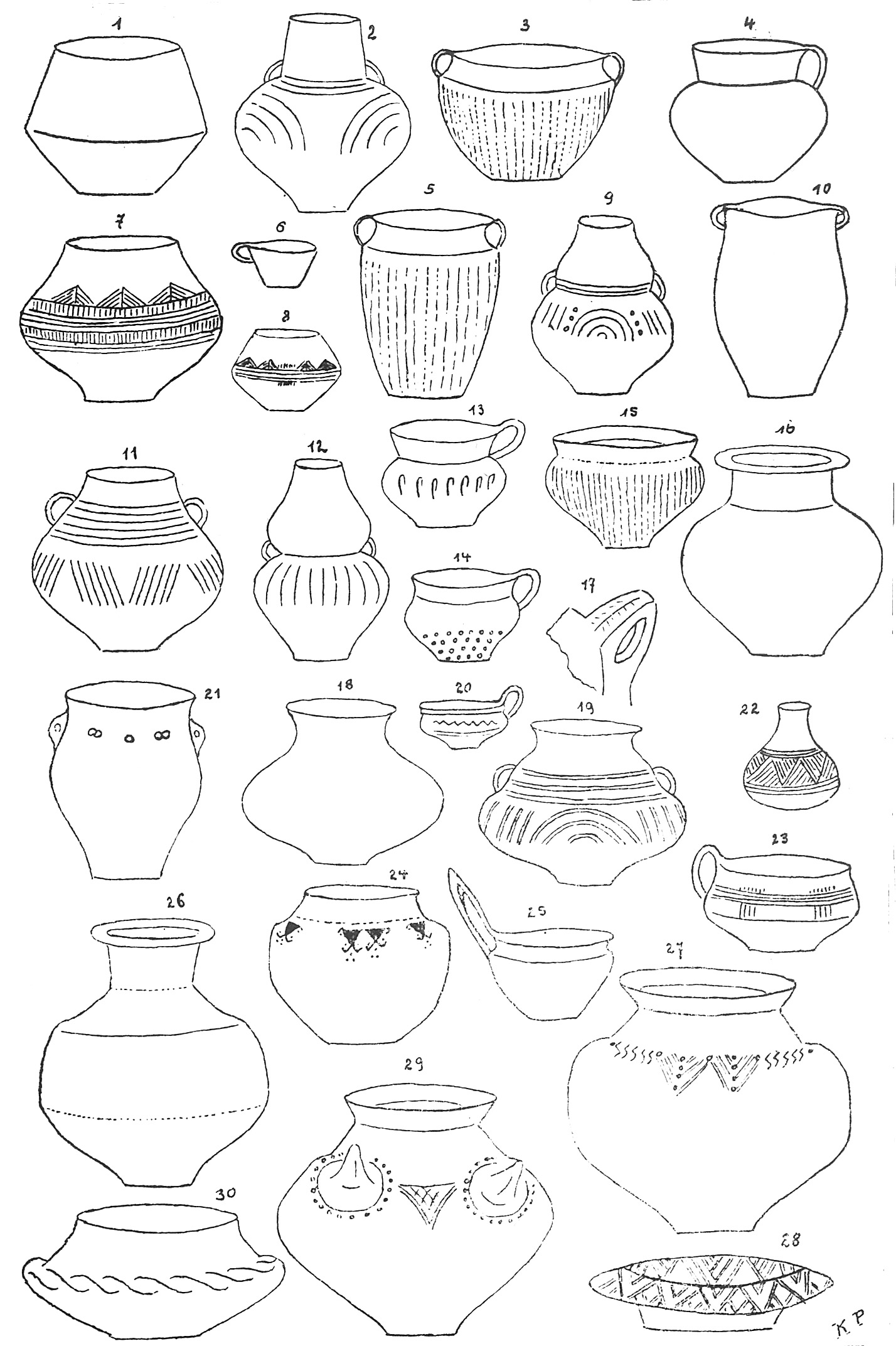
Tipología de urnas cerámicas durante el periodo de la cultura de los campos de urnas.

Una urna cerámica es un vaso hecho de arcilla o barro cocido, y usado para guardar los restos o cenizas de un difunto tras su incineración. Se describe como vasija de boca ancha, cuello corto, vientre amplio y tapa (en ocasiones un simple patillo). A lo largo del tiempo se han fabricado urnas de muy diversas formas, ya desde los primeros enterramientos ceremoniales, llegando a dar nombre a culturas prehistóricas como la llamada cultura de los campos de urnas, datada al final de la Edad del Bronce y en el inicio de la Edad del Hierro en Europa.

## Loscampos de urnas
Situada entre 1300 y 750 a. C., toma su nombre de los ritos de incineración y llegó a la península ibérica a través de los Pirineos descendiendo por los valles leridanos de los ríos Segre y Cinca; los ajuares son similares a los hallados en yacimientos del bajo Aragón y el valle del Ebro. Son representativas las cerámicas «acanaladas» con franjas de surcos estriados.
Entre las necrópolis más importantes pueden citarse: 
en Levantela de Espolla, con más de doscientas urnas; la de Punta del Pí en el Puerto de la Selva; la de la Peña Negra de Crevillente.
en la Meseta CentralLas Cogotas (Cardeñosa, Ávila) y La Osera (Chamartín, Ávila), cuyas vasijas «presentan incrustaciones de arcilla blanca que forman decoraciones».
en Andalucíaen la vertiente occidental urnas con decoración punteada, y en la oriental urnas lisas y bruñidas.
presencia de la cerámica negra en todos los focos.

## Tipología celtíbera mesetaria
Desgajados –por su entidad cuantitativamente menor– de la importante representación de las necrópolis de «campos de urnas» (o de incineración en
urna) en el noroeste de la península ibérica hermanado con el foco del Languedoc, algunos especialistas han estudiado los escasos yacimientos localizados en la Meseta Central,
Características comunes –en el aspecto cerámico y dentro del espacio de estudio arqueológico– a los campos de urnas del Nordeste peninsular son:
1. «urna con tapadera como elemento del rito»
2. vasijas no necesariamente troncocónicas sino «adaptadas a los cuencos de carena alta de tradición meridional»
3. ajuares de pulseras decoradas o acabadas en bolas, torques, pasadores de collares, fíbulas de doble resorte, cuentas de oro, bronce, vidrio y cornalina; todo ello con datación posterior a los siglos VIII-VII a. C.[6]

Otro foco estudiado lo constituyen las necrópolis celtibéricas del Alto Duero-Alto Jalón-Carrascosa I, localizadas a lo largo del Sistema Ibérico y zonas orientales de la Meseta. El ajuar cerámico incluye urnas cinerarias, frecuentemente con tapadera, y a veces acompañadas del vaso de ofrendas. Morfológicamente, son vasijas lisas, con pie o base plana y «con tendencia general a perfiles en forma de ‘S’». Puede apreciarse una decoración de «mamelones circulares o rectangulares perforados horizontalmente» (y con mucha menos frecuencia decoración de acanalados o de bollitos), sin duda relacionada con los «CU. del NE» de las fases del Hierro, en el ocaso de dicha cultura.

## Tipología griega
De los varios recipientes de uso ceremonial de la Antigua Grecia clásica, puede destacarse aquí el pithos, gran vasija con forma de tinaja usada en el comercio y almacenamiento de aceite, grano, etcétera, y como «receptáculo de enterramiento». Se ha localizado arqueológicamente en las necrópolis de los asentamientos helenos del Mediterráneo.

## Tipología precolombina

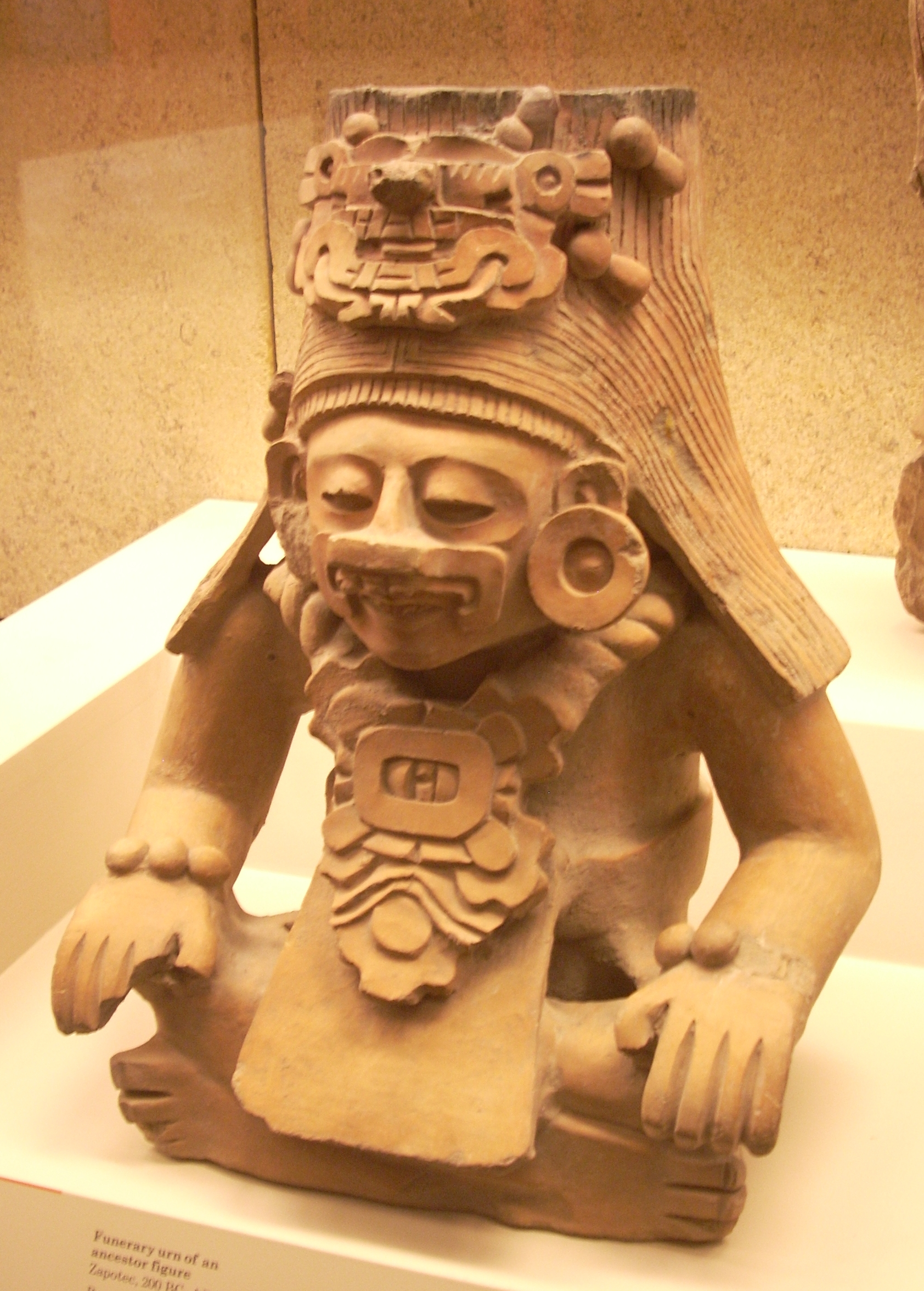
La urna funeraria de la cultura zapoteca en el Museo Británico.

Las civilizaciones americanas precolombinas aportan prototipos singulares de urnas antropomorfas de arcilla como la vasija antropomorfa maya Kinich Ahau datada entre 600 - 900 d. C., durante el período clásico tardío mesoamericano; o  urnas zapotecas, como la datada entre 200 a. C. y 800 d. C., de ese mismo periodo mencionado, o la del Gran Jaguar, ambas encontradas en el yacimiento arqueológico del Monte Albán, situado a 10 km de la ciudad de Oaxaca de Juárez.

## Uso en elsigloXXI
El uso ceremonial de urnas de arcilla sigue vivo en los ritos funerarios de algunos pueblos en diversos confines del mundo. Así, por ejemplo, en Asia, entre los buyei, minoría étnica, dentro de la República Popular China.
Cuando un buyei muere, el sacerdote fija la fecha del funeral. Ese día se sacrifica un toro y se realiza una ceremonia de "apertura del camino". El cortejo fúnebre que lleva al cadáver hasta la tumba se acompaña de la música de tambores y cuernos. Durante el funeral se quema incienso y dinero. Tres años después del funeral, los restos son desenterrados para colocarse en una urna de arcilla que volverá a ser enterrada.

## Tipología de urnas de la antigüedad

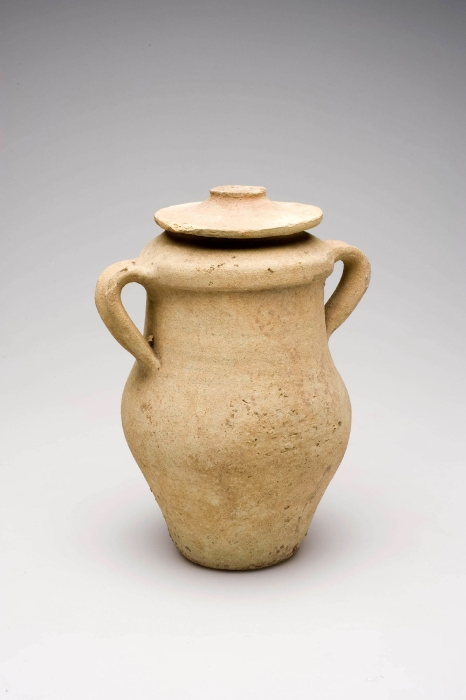
Urna con tapa de 26 x 5,5 cm. Cerámica romana de Cartago, Túnez.
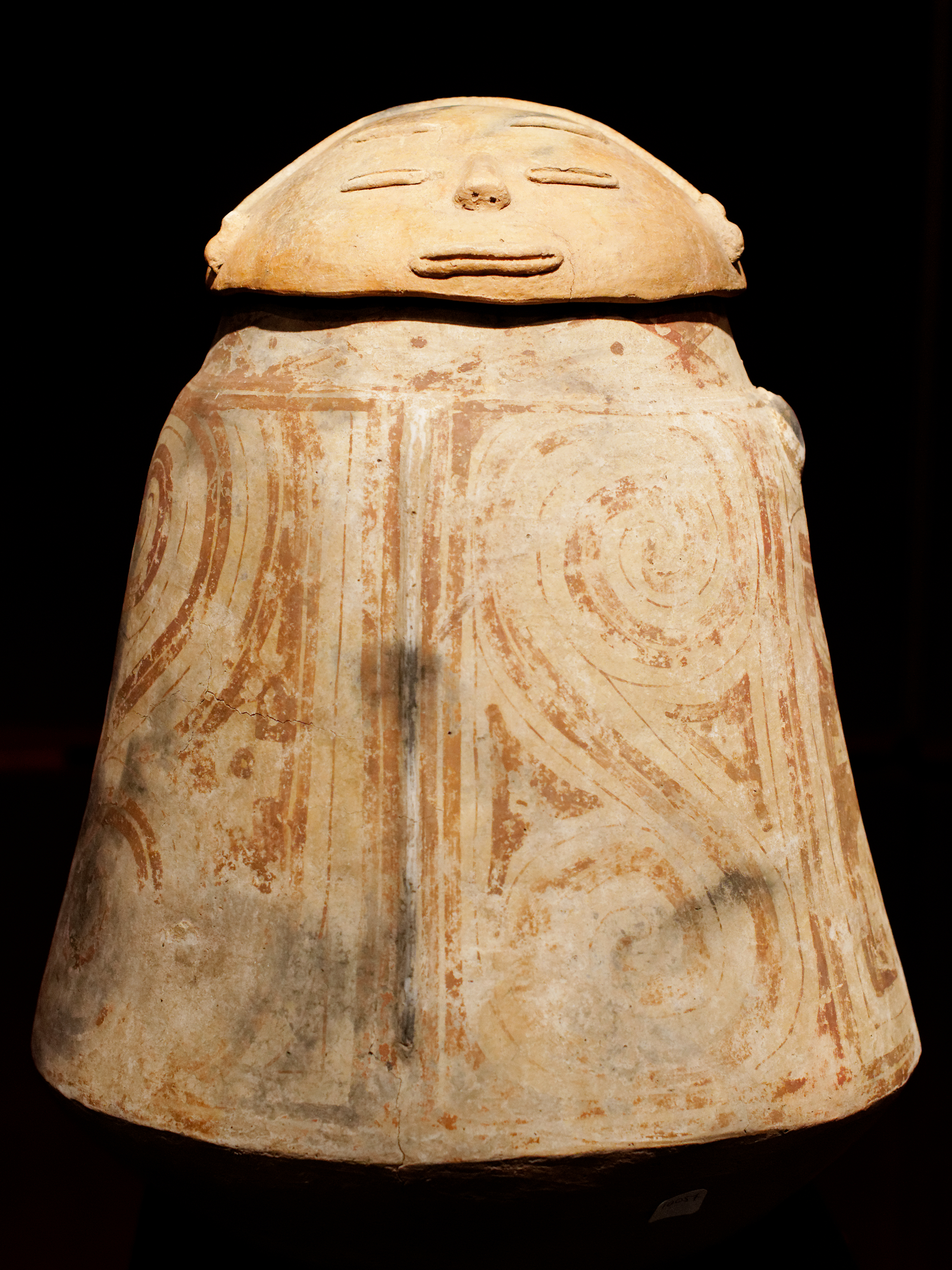
Urna precolombina antropomorfa, de 49 x 34 cm. Región amazónica de Brasil.
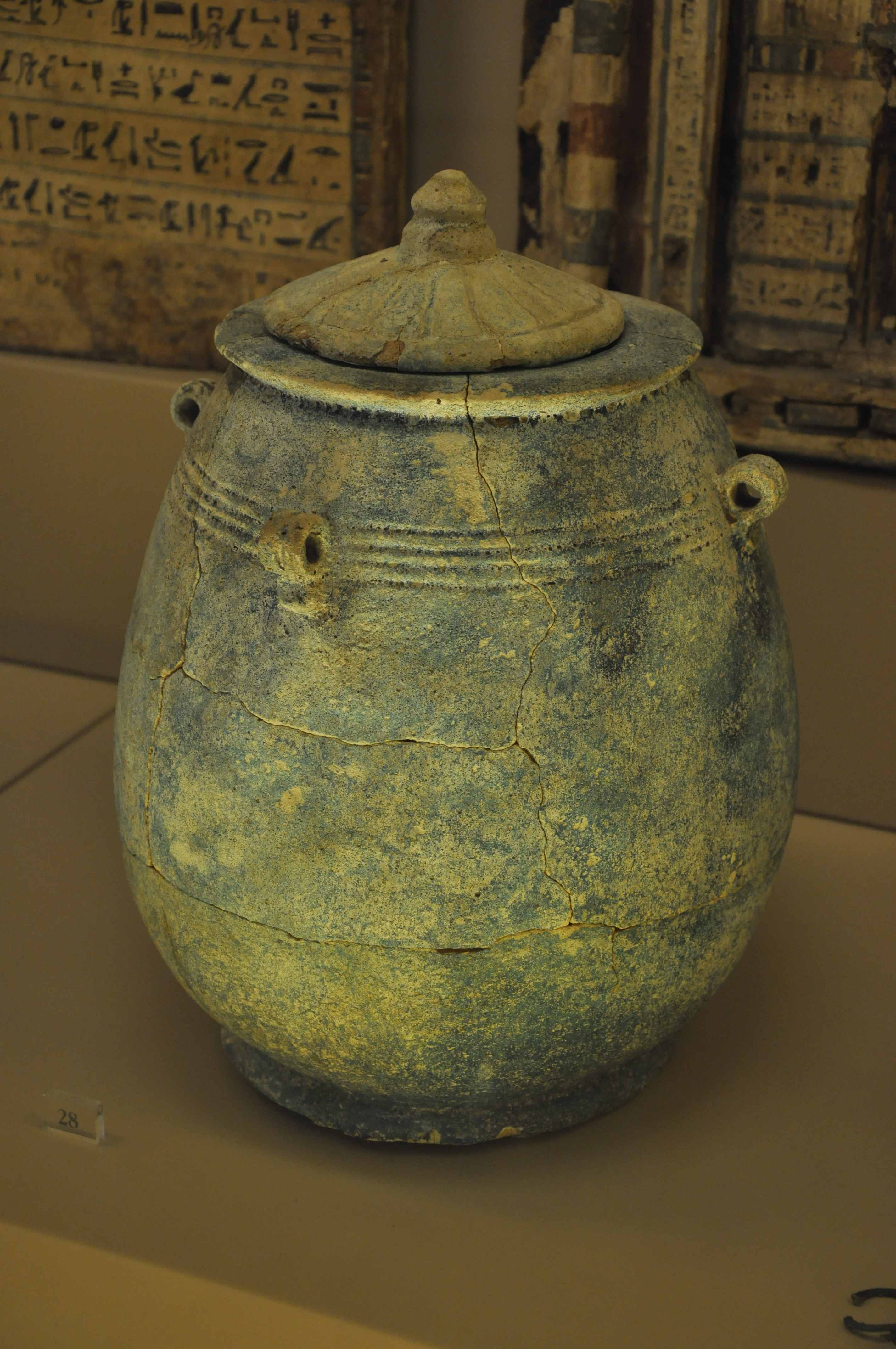
Urna egipcia del periodo Ptoloméico, en el Museo Cívico Arqueológico de Bolonia.
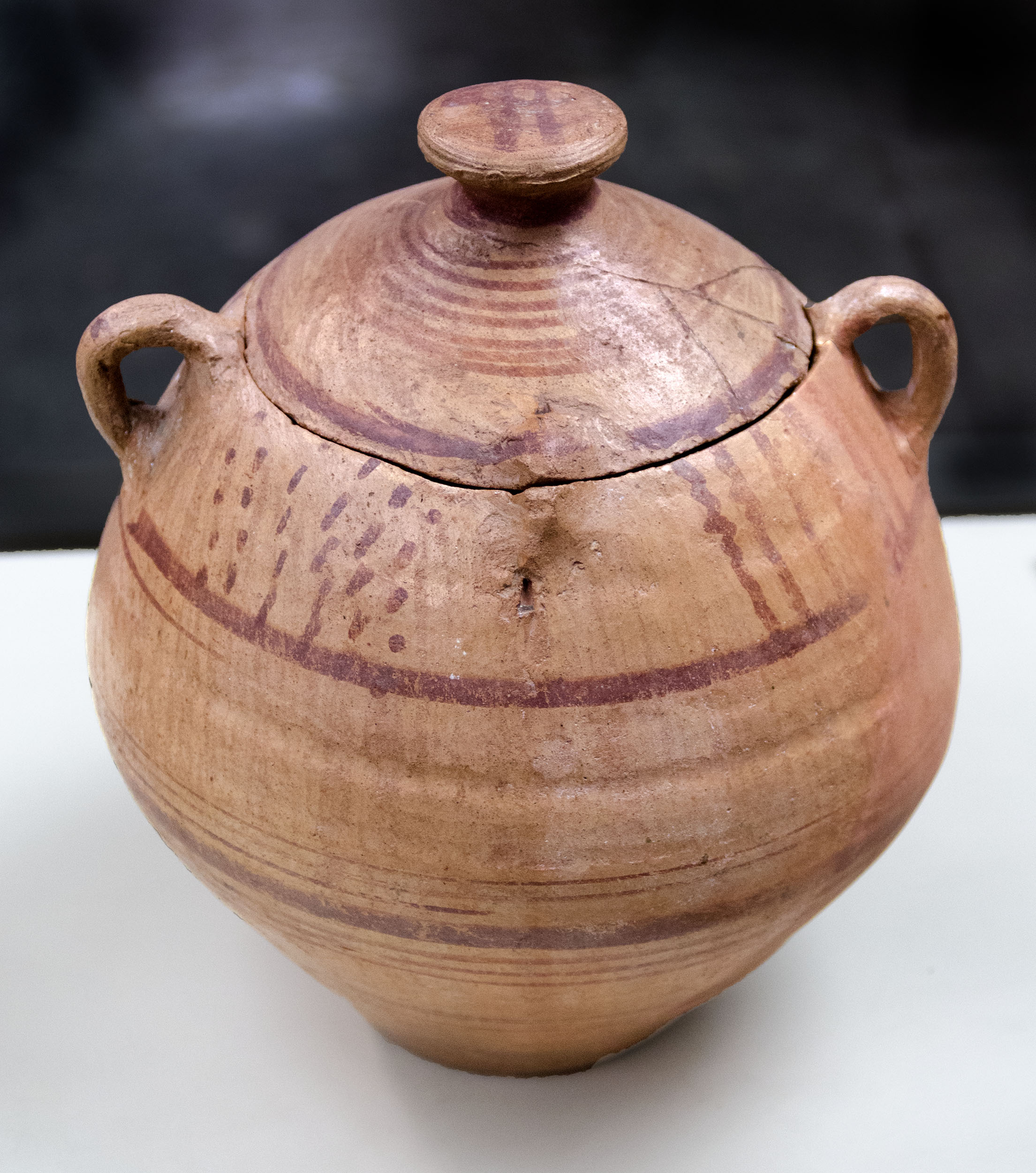
Urna ibera de 20 cm de diámetro con tapa y asas, hacia 500-450 a.C. En el Museo de Jaén.